# リナルドとアルミーダ (プッサン)
『リナルドとアルミーダ』（仏: Renaud et Armide、英: Rinaldo and Armida）は、17世紀フランスの巨匠ニコラ・プッサンが1628-1630年ごろ、キャンバス上に油彩で制作した絵画である。主題は、16世紀イタリアの詩人トルクァート・タッソ (1544-1595年) の叙事詩『解放されたエルサレム』の1場面 (第16歌18-23) から採られている。作品は1811年以来、ロンドン近郊のダリッジにあるダリッジ・ピクチャー・ギャラリーに所蔵されている
。

## 作品
『解放されたエルサレム』は11世紀終わりの最初の十字軍の時代に設定されており、キリスト教徒とサラセン人の戦いを描いた物語である。サラセン人の魔女アルミーダは、眠っているリナルドを殺そうと近づく。しかし、ちょうど彼を殺そうとした時、彼女は彼と恋に陥ってしまう。アルミーダは飛ぶ戦車にリナルドを乗せ、自身の魔法の宮殿に連れていった。リナルドはその宮殿でアルミーダといっしょに幸せに暮らし、それは彼の仲間のカルロとウバルドが彼を解放しにやってくるまで続く。
この主題は17世紀という画家が博識でなければならなかった時代には格好のもので、アンニーバレ・カラッチやアンソニー・ヴァン・ダイクなど多くの画家が取り上げている。本作において、プッサンはアルミーダの粗暴さと優しい表情を対比している。翼のあるキューピッドが彼女の腕を抑え、彼女が手にした刀を制しているが、これは彼女の憎悪が永遠の恋情に変化する瞬間なのである。彼女の急激な心理の変化は、ある種の喜ばしげな驚きとして表されているように見える。プッサンは本作の数年後の1635年にも『リナルドとアルミーダ』 (プーシキン美術館、モスクワ) を描いているが、その第2作でアルミーダはリナルドに全身全霊を奪われ、もはや言葉もなく、ひたすらに魅惑されている。
なお、プッサンはタッソの『解放されたエルサレム』に非常に感化され、2点の『リナルドとアルミーダ』以外にも、愛と戦争の物語を探求するために叙事詩中の登場人物たちを『タンクレーディとエルミニア』 (エルミタージュ美術館、サンクトペテルブルク) 、および『カルロとウバルド』(メトロポリタン美術館、ニューヨーク) に描いている。

## ギャラリー

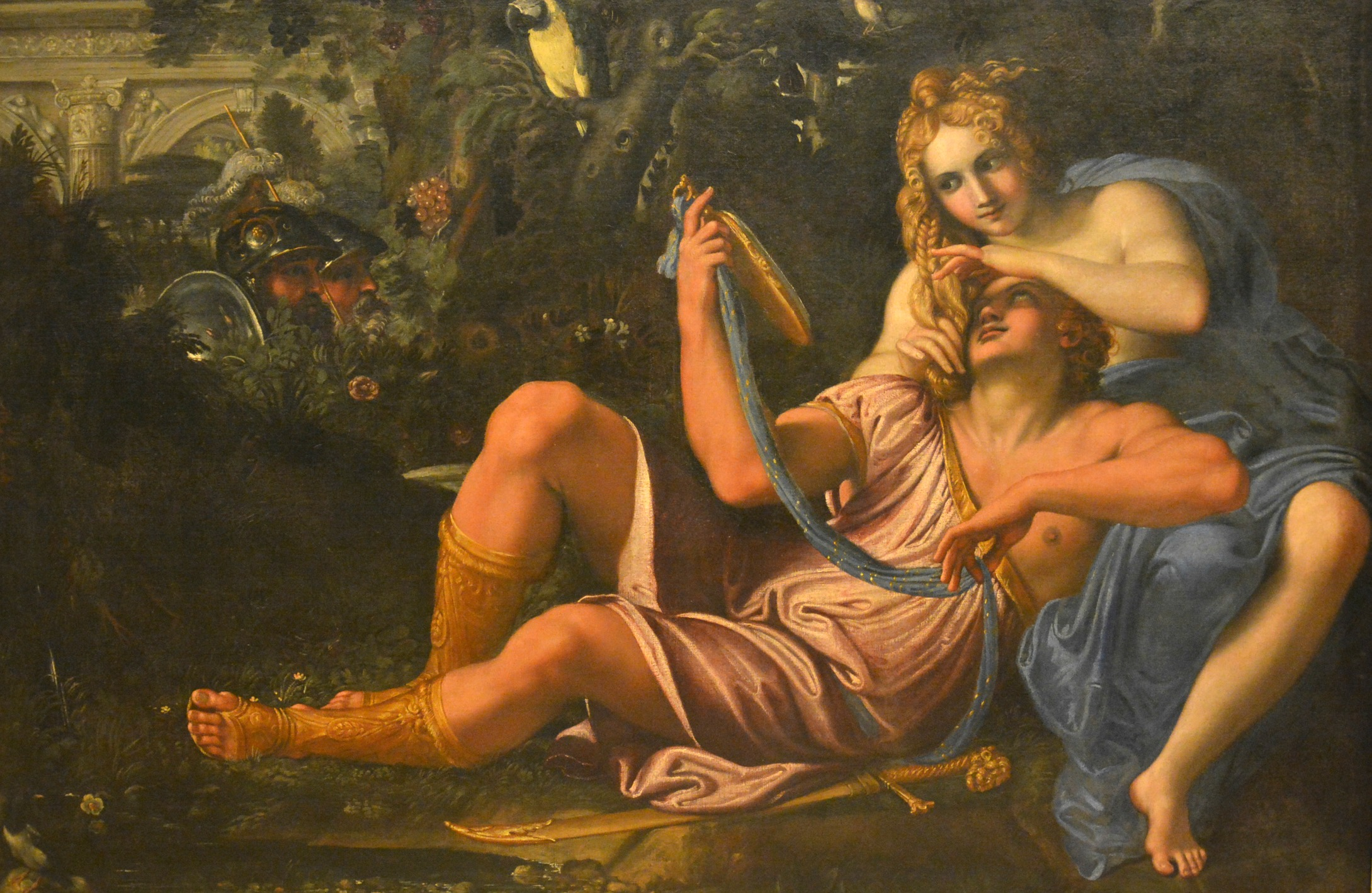
アンニーバレ・カラッチ『リナルドとアルミーダ』 (1601-1602年ごろ)、カポディモンテ美術館、ナポリ
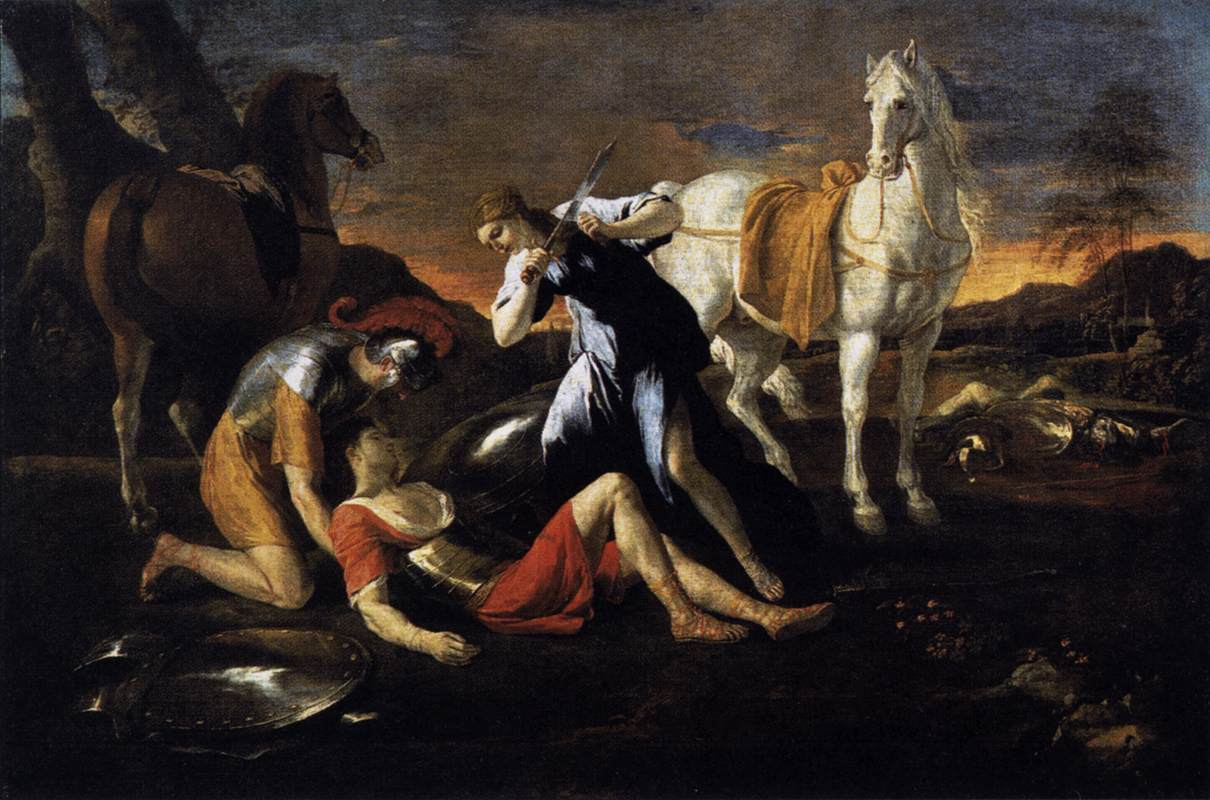
ニコラ・プッサン『タンクレーディとエルミニア』(1631年)、エルミタージュ美術館、サンクトペテルブルク
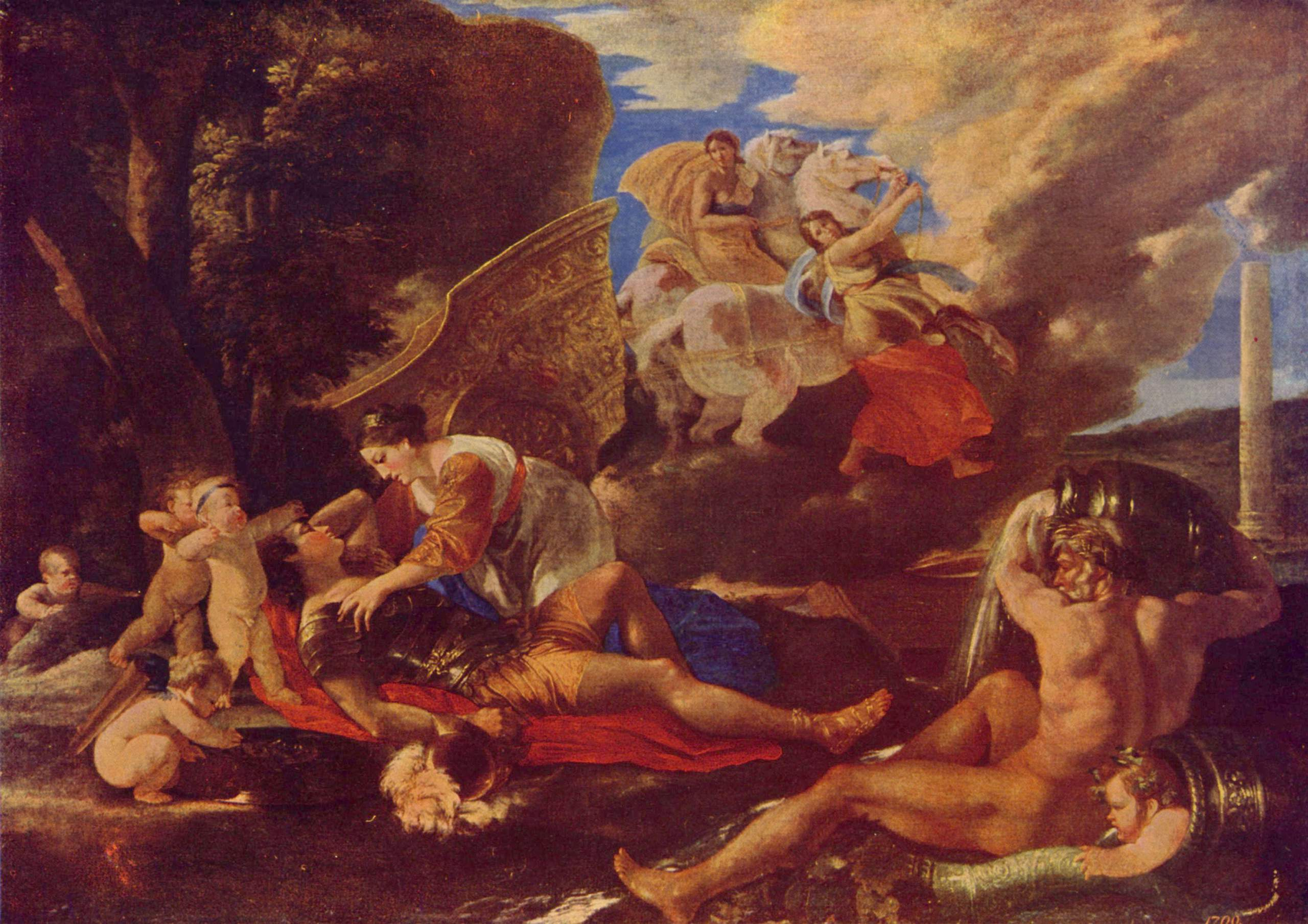
ニコラ・プッサン『リナルドとアルミーダ』 (1635年)、プーシキン美術館、モスクワ
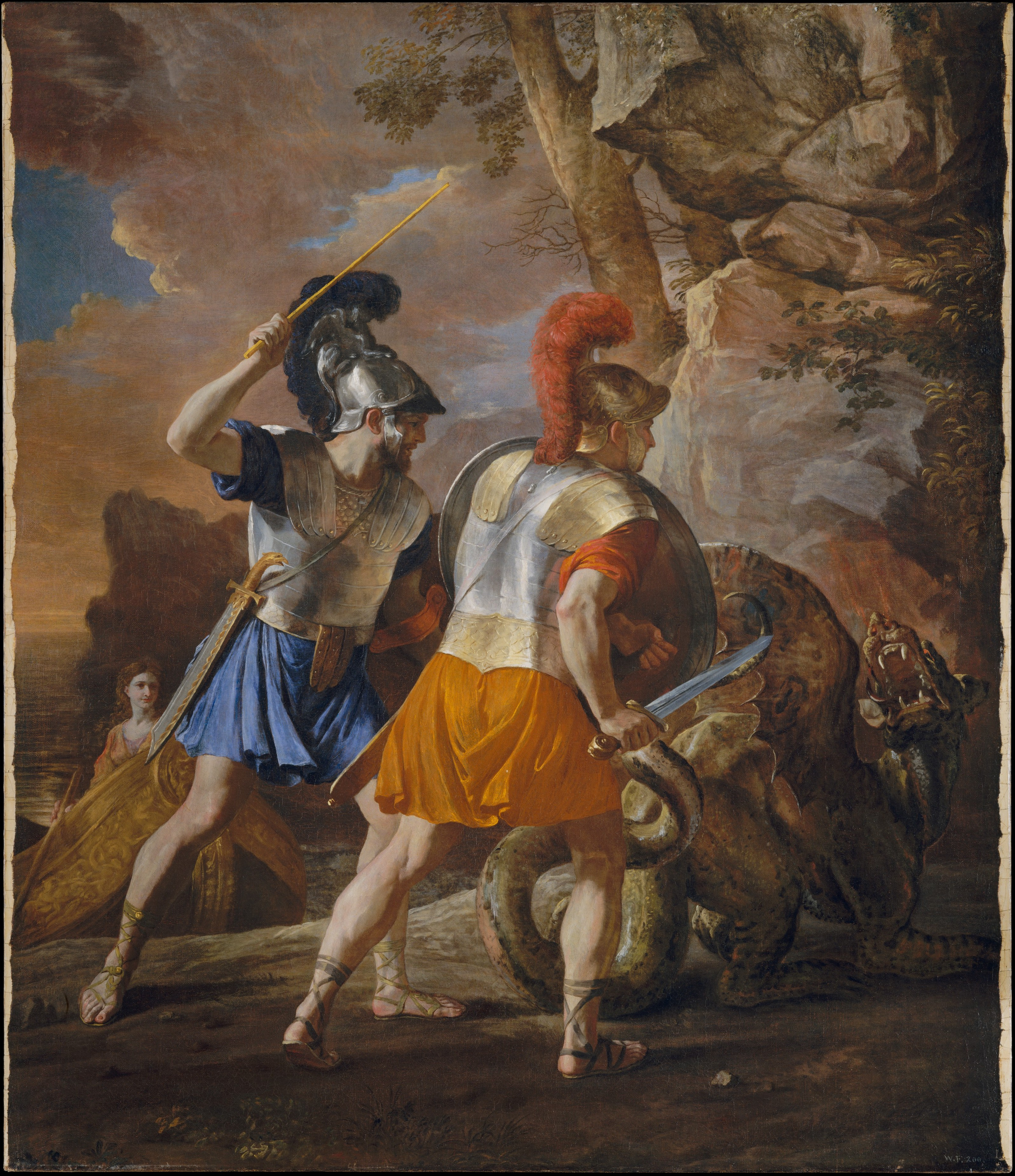
ニコラ・プッサン『カルロとウバルド』 (1633年ごろ)、メトロポリタン美術館、ニューヨーク